# Trema levigata
Trema levigata är en hampväxtart som beskrevs av Hand.-mazz.. Trema levigata ingår i släktet Trema och familjen hampväxter. Inga underarter finns listade i Catalogue of Life.